# 北卡罗来纳州副州长
北卡罗来纳州副州长（英語：Lieutenant Governor of North Carolina）是该州排名第二的民选官员，也是唯一一位同时在立法、行政部门拥有职权的民选官员。副州长是州务委员会成员，任期四年且可连任一次。现任副州长为民主党人蕾切尔·亨特，自2025年其在任。根据北卡罗来纳州宪法，副州长兼任州参议院议长，并担任州教育委员会成员。州长缺席期间，由其代理州长职务。当州长职位出缺时，副州长继任其职。
北卡罗来纳州副州长一职设立以来，共有五人在州长职位出缺时继任州长。宪法授权州长和州议会可指派副州长承担其他职务，因此副州长也常被任命为多个州级委员会成员，并负责部分任命事务。与政务委员会其他职位不同，副州长职位如出现空缺，选举前没有补缺机制。该职务设立于1868年，直到20世纪70年代前，副州长仅为兼职职位，任期一届，主要负责州议会开会期间的立法事务。当时大多候选人是资深议员，将其视为政治生涯的最后荣誉。1971年，新法将其改为全职。
1972年，民主党控制的州议会为牵制即将上任的共和党州长，扩大了副州长的职权和资源。1977年，副州长得以连任一届。继任机制确立后，该职位的政治分量逐渐上升，议会也持续赋予其更多权力。1989年，共和党人首次出任副州长，参议院的民主党人随即修改议事规则，取消其长期以来在参议院组建委员会、分派议案的权力。副州长逐渐淡出立法事务，更多被用作竞逐更高职位的跳板。虽然经常有副州长参选州长，但很少有人成功。

## 历史
北卡罗来纳州1776年宪法规定行政权由州长行使。参议院由议长主持，州长职位出缺时由议长代理州长。1868年宪法设立副州长一职，由民选产生，取代参议院议长主持会议，并在州长职位空缺时继任。此外，宪法还规定副州长为新设立的州教育委员会当然成员。
副州长在1868年至1970年间的主要职责是主持参议院会议，依据参议院规则，该职位负责安排议员进入各委员会并推动法案通过。该职位为兼职，仅在议会开会或州长外出时履职，其余职能多属礼仪性质，公众关注甚少。1943至1954年间，副州长曾依惯例主持州教育委员会。1971年宪法修订后，副州长成为了州务委员会成员。同年出台的《行政重组法》明确将副州长设为全职。1972年，共和党人詹姆斯·霍尔斯豪泽当选州长，为数十年来首位共和党籍州长。为加强民主党人吉姆·亨特所任副州长的地位，州议会将其年薪从5000美元提高至3万美元，增加办公经费，并将工作人员由两人扩至五人。
1868年至1977年，州长与副州长任期均为四年，不可连任。1977年，州宪法修订，两者皆可连任一届。詹姆斯·C·格林于1977至1985年任职，成为首位连任的副州长。继任机制确立后，该职务的政治地位逐步上升，州议会也不断扩展其权力。格林上任初期，曾在参议院推动立法，试图明确规定副州长为州教育委员会当然主席，直接挑战现任州长的亨特在此事上的提名权。该提案最终在众议院被否决。
尽管如此，州议会仍赋予副州长多项州级委员会的当然席位及重要任命权。到1982年，北卡罗来纳州已成为副州长职权最强的州之一。至1989年，副州长负责向87个州级机构提名195人，其中106项需经议会批准。尽管如此，副州长始终未获参议院完全信任，多次削权尝试均未成功。1985至1989年间，民主党人罗伯特·B·乔丹任副州长，共和党人詹姆斯·G·马丁任州长，使乔丹成为州内事实上的民主党领袖。1989年，共和党人吉姆·加德纳出任副州长，参议院民主党人随即修改议事规则，取消其在该院组建委员会和分派议案的权力。加德纳任内，副州长办公室编制进一步扩大。议会曾在1997年讨论修改宪法，拟将副州长与州长捆绑竞选或赋予其州务卿职权，但未有进展。2015年，又一轮修宪尝试仍以失败告终。
副州长因州长去世而继任的共有三人，分别是柯蒂斯·H·布罗格登（1874年）、托马斯·M·霍尔特（1891年）和卢瑟·H·霍奇斯（1954年）。1870年，托德·R·考德威尔在前任州长遭弹劾罢免后继任；1879年，托马斯·J·贾维斯因时任州长辞职而继任。副州长一职过去常被资深州议员视为仕途最后的荣誉。20世纪70年代后，职务逐渐脱离立法事务，更多成为竞逐更高职位的跳板。虽多有副州长参选州长，真正当选者却不多。貝芙·珀杜是首位女性副州长，马克· 鲁宾逊于2021年就职，是首位当选该职的非裔。现任副州长为蕾切尔·亨特，她于2025年1月1日宣誓就职。

## 选举
与其他州级官员一样，北卡罗来纳州副州长须由具备州内投票资格的选民选出。不同于大多数职位需要21岁的参选门槛，副州长与州长一样，候选人必须年满30岁，并在选前至少拥有五年美国公民身份及两年北卡罗来纳州居住记录。副州长每四年选举一次，单独竞选，不与州长捆绑。若选举结果出现争议，由州议会多数表决决定。任期自来年一月初开始，届满四年直至继任者就职为止。副州长可连任一次，非连续任期则不受限制。

## 权责及架构

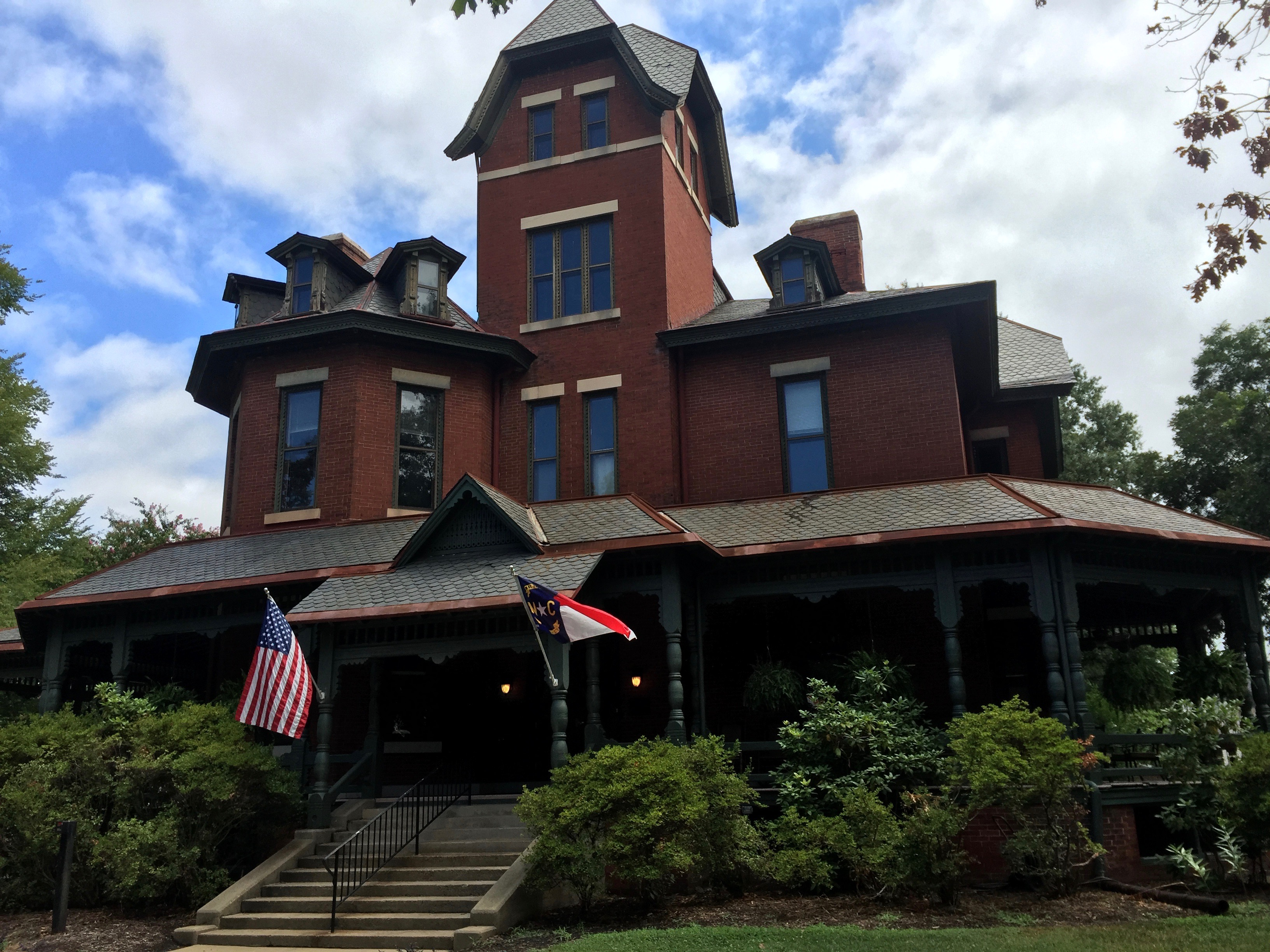
副州长办公室设于罗利的霍金斯-哈特尼斯宅邸（如图）

副州长是北卡罗来纳州唯一同时在行政、立法两大体系中承担职务的官员。宪法规定其兼任参议院议长，负责主持议案辩论、维持会议秩序，但对议程安排影响不大，除非遇到表决平局，否则无权投票。州长职位出缺时，副州长依宪法继任；州长暂时失能或缺席期间，则由副州长代理。如当选州长未能履职，副州长当选人自动继任。
副州长依宪法为州教育委员会当然成员，同时是州务委员会十名官员之一。副州长还兼任州国会大厦规划委员会、社区学院委员会和经济发展委员会成员。副州长有权任命部分行政委员会成员，但无权自行设立官方机构。宪法允许州长和州议会另行指派副州长职务，州法亦授权副州长负责颁发授予执法人员的“北卡罗来纳英勇勋章”。
副州长办公室设于罗利布朗特街的霍金斯-哈特尼斯宅邸，同时在州议会大厦内亦设有办公室，并配有专职人员协助日常工作。截至2025年1月，办公室共有8名员工，均按《州人力资源法》聘用。副州长享有由州公路巡警提供的安保。与其他州务委员会成员一样，其薪资由州议会决定，任期内不得下调。截至2025年，副州长年薪为168,384美元。

## 免职与空缺
与州务委员会其他成员不同，副州长职位出现空缺时，州长无权任命代理副州长。此时，副州长在参议院的职能由临时议长代行。如副州长遭州众议院弹劾，弹劾法庭由州最高法院首席大法官主持，成员为参议院至少过半数议员。出席议员中三分之二赞成即视为定罪，副州长将被罢免并终身不得再任公职。除弹劾外，若因身体或精神状况等原因需要罢免副州长，处理方式可由法律另行规定。

## 副州长列表
党派
  民主党（30）
  共和党（6）
| #                      | 肖像                                  | 副州长                 | 在任时间       | 党派   | 州长                                        |
| ---------------------- | ------------------------------------- | ---------------------- | -------------- | ------ | ------------------------------------------- |
| 1                      |                                       | 托德·R·考德威尔        | 1868年–1870年  | 共和党 | 威廉·W·霍尔登（共和党）                     |
| 1870年至1873年职位空缺 |                                       |                        |                |        |                                             |
| 2                      |                                       | 柯蒂斯·H·布罗格登      | 1873年–1874年  | 共和党 | 托德·R·考德威尔（共和党）                   |
| 1870年至1873年职位空缺 |                                       |                        |                |        |                                             |
| 3                      |                                       | 托马斯·J·贾维斯        | 1877年–1879年  | 民主党 | 泽布伦·B·万斯（民主党）                     |
| 4                      |                                       | 詹姆斯·L·鲁宾逊        | 1879年–1884年  | 民主党 | 托马斯·J·贾维斯（民主党）                   |
| 1884年至1885年职位空缺 |                                       |                        |                |        |                                             |
| 5                      |                                       | 查尔斯·M·斯特德曼      | 1885年–1889年  | 民主党 | 艾尔弗雷德·穆尔·斯凯尔斯（民主党）          |
| 6                      |                                       | 托马斯·M·霍尔特        | 1889年–1891年  | 民主党 | 丹尼尔·古尔德·福尔（民主党）                |
| 1891年至1893年职位空缺 |                                       |                        |                |        |                                             |
| 7                      |                                       | 鲁弗斯·A·道顿          | 1893年–1897年  | 民主党 | 伊莱亚斯·卡尔（民主党）                     |
| 8                      |                                       | 查尔斯·A·雷诺兹        | 1897年–1901年  | 共和党 | 丹尼尔·林赛·拉塞尔（共和党）                |
| 9                      |                                       | 威尔弗雷德·D·特纳      | 1901年–1905年  | 民主党 | 查尔斯·布兰特利·艾科克（民主党）            |
| 10                     |                                       | 弗朗西斯·D·温斯顿      | 1905年–1909年  | 民主党 | 罗伯特·布罗德纳克斯·格伦（民主党）          |
| 11                     |                                       | 威廉·C·纽兰            | 1909年–1913年  | 民主党 | 威廉·沃尔顿·基钦（民主党）                  |
| 12                     |                                       | 伊利亚·L·道特里奇      | 1913年–1917年  | 民主党 | 洛克·克雷格（民主党）                       |
| 13                     |                                       | 奥利弗·马克斯·加德纳   | 1917年–1921年  | 民主党 | 托马斯·沃尔特·比克特（民主党）              |
| 14                     |                                       | 威廉·B·库珀            | 1921年–1925年  | 民主党 | 卡梅伦·A·莫里森（民主党）                   |
| 15                     |                                       | J·埃尔默·朗            | 1925年–1929年  | 民主党 | 安格斯·威尔顿·麦克莱恩（民主党）            |
| 16                     |                                       | 理查德·T·方丹          | 1929年–1933年  | 民主党 | 奥利弗·马克斯·加德纳（民主党）              |
| 17                     |                                       | 亚历山大·H·格雷厄姆    | 1933年–1937年  | 民主党 | 约翰·C·B·埃林豪斯（民主党）                 |
| 18                     |                                       | 威尔金斯·P·霍顿        | 1937年–1941年  | 民主党 | 克莱德·R·霍伊（民主党）                     |
| 19                     |                                       | 雷金纳德·L·哈里斯      | 1941年–1945年  | 民主党 | J·梅尔维尔·布劳顿（民主党）                 |
| 20                     |                                       | 林顿·Y·巴伦坦          | 1945年–1949年  | 民主党 | R·格雷格·切里（民主党）                     |
| 21                     |                                       | 霍伊特·帕特里克·泰勒   | 1949年–1953年  | 民主党 | W·克尔·斯科特（民主党）                     |
| 22                     |                                       | 卢瑟·H·霍奇斯          | 1953年–1954年  | 民主党 | 威廉·B·乌姆斯特德（民主党）                 |
| 1954年至1957年职位空缺 |                                       |                        |                |        |                                             |
| 23                     |                                       | 卢瑟·E·巴恩哈特        | 1957年–1961年  | 民主党 | 卢瑟·H·霍奇斯（民主党）                     |
| 24                     |                                       | 哈维·克洛伊德·菲尔波特 | 1961年         | 民主党 | 特里·桑福德（民主党）                       |
| 1961年至1965年职位空缺 |                                       |                        |                |        |                                             |
| 25                     |                                       | 罗伯特·W·斯科特        | 1965年– 1969年 | 民主党 | 丹·K·穆尔（民主党）                         |
| 26                     |                                       | 小霍伊特·帕特里克·泰勒 | 1969年–1973年  | 民主党 | 罗伯特·W·斯科特（民主党）                   |
| 27                     |                                       | 吉姆·亨特              | 1973年–1977年  | 民主党 | 詹姆斯·霍尔斯豪泽（共和党）                 |
| 28                     |                                       | 詹姆斯·C·格林          | 1977年–1985年  | 民主党 | 吉姆·亨特（民主党）                         |
| 29                     |                                       | 罗伯特·B·乔丹          | 1985年–1989年  | 民主党 | 詹姆斯·G·马丁（共和党）                     |
| 30                     |                                       | 吉姆·加德纳            | 1989年–1993年  | 共和党 |                                             |
| 31                     |                                       | 丹尼斯·威克            | 1993年–2001年  | 民主党 | 吉姆·亨特（民主党）                         |
| 32                     |                                       | 貝芙·珀杜              | 2001年–2009年  | 民主党 | 迈克·伊斯利（民主党）                       |
| 33                     |                                       | 沃尔特·多尔顿          | 2009年–2013年  | 民主党 | 貝芙·珀杜（民主党）                         |
| 34                     |                                       | 丹·福雷斯特            | 2013年–2021年  | 共和党 | 帕特·麦克克罗里（共和党） （2013年–2017年） |
| 34                     | 羅伊·庫珀（民主党） （2017年–2020年） | 丹·福雷斯特            | 2013年–2021年  | 共和党 |                                             |
| 35                     |                                       | 马克· 鲁宾逊           | 2021年–2025年  | 共和党 | 羅伊·庫珀（民主党）                         |
| 36                     |                                       | 蕾切尔·亨特            | 2025年至今     | 民主党 | 乔希·斯坦（民主党）                         |

## 引用著作
- Adams, Steve; Bostic, Richard.  (PDF). N.C. Insight (N.C. Center for Public Policy Research). November 1982: 2–10  [2025-08-06]. （原始内容存档 (PDF)于2025-01-18）.
- Baxter, Andy.  (PDF). N.C. Insight (N.C. Center for Public Policy Research). September 1990: 13–14  [2025-08-06]. （原始内容存档 (PDF)于2024-10-14）.
- Coble, Ran.  (PDF). N.C. Insight (N.C. Center for Public Policy Research). April 1989: 157–165  [2025-08-06]. （原始内容存档 (PDF)于2023-12-06）.
- Cooper, Christopher A.; Knotts, H. Gibbs (编). . Chapel Hill: University of North Carolina Press. 2012. ISBN 9781469606583.
- Fleer, Jack. . University Press of America. 2007. ISBN 9780761835646.
- Fleer, Jack D. . Lincoln: University of Nebraska Press. 1994. ISBN 9780803268852.
- . Raleigh: North Carolina Department of the Secretary of State. 2011. OCLC 2623953.
- Orth, John V.; Newby, Paul M.  second. Oxford University Press. 2013. ISBN 9780199300655.